# الجامعة الخاصة لمراكش
الجامعة الخاصة بمراكش (UPM) بالفرنسية Université privée de Marrakech هي جامعة مغربية خاصة مرخص لها من طرف وزارة التعليم العالي والبحث العلمي وتكوين الأطر، تأسست في عام 2005.

## الموقع
يقع المقر الرئيسي للجامعة الخاصة لمراكش في مدينة مراكش بالمغرب على مساحة بلغت نحو 32 هكتارًا. تمتلك الجامعة الخاصة لمراكش فروعًا جامعية لها في عدة مدن أفريقية في كل من المغرب والسنغال، وتستقبل الجامعة سنويا أكثر من 3000 طالبًا.

## لمحة تاريخية
تأسست الجامعة الخاصة بمراكش عام 2005 على يد الطيار المغربي محمد القباج. وفي عام 2012، حصلت الجامعة على الاعتماد الرسمي من الوزارة المغربية المكلفة بالتعليم العالي كجامعة خاصة. وفي عام 2014 أصبحت صندوق شركاء التنمية الوطنية الاستثماري، وهو شركة يقع مقرها في مدينة لندن، تمتلك حصصًا في الجامعة الخاصة لمراكش. ساعد هذا على توسع الجامعة في دول أخرى خارج المغرب فكان الاستحواذ على كلية سانت كريستوفر للطب في السنغال وضمها إلى الجامعة في عام 2015. وفي عام 2016 آلت ملكية النصيب الأكبر من الجامعة إلى صندوق استثمار ميدترينيا كابيتال بارتنرز التابع لشركة كي إم آر هولدنغ القابضة التعليمية التي أنشأها محمد القباج في عام 2014.
وفي عام 2017، حصلت الجامعة الخاصة بمراكش على اعتراف الوزارة المكلفة بالتعليم العالي المغربي، مما سمح لها بمعادلة شهاداتها المعتمدة مع تلك الصادرة عن الدولة. وفي العام التالي، اشترت الجامعة الخاصة لمراكش الجامعة الدولية بالدار البيضاء. حصلت الجامعة الخاصة لمراكش في عام 2019 من إحدى الشركات التابعة لمجموعة البنك الدولي المخصصة للقطاع الخاص (مؤسسة التمويل الدولية) على قرض بقيمة 14 مليون أورو لشركة الجامعة الخاصة لمراكش القابضة، بالتزامن مع إنشاء كلية الطب الخاصة بمراكش وتطوير الجامعة في مراكش وتطوير جامعة داكار الطبية.

## المعاهد والكليات
تضم الجامعة الخاصة لمراكش الكليات والمعاهد التالية:
- كلية السياحة والضيافة وفن الحياة.
- كلية إدارة الأعمال والحوكمة.
- كلية الهندسة والابتكار.
- كلية الصيدلة.
- كلية الطب.
- كلية الرياضة.
- كلية الرقمية والإعلام والفنون والثقافة.